# Ophioglossum
Ophioglossum (limba șarpelui) este un gen de plante care cuprinde 25-30 specii din familia Ophioglossaceae. Denumirea de Ophioglossum vine din greacă, și înseamnă „limba șarpelui”.